# Diviziunea muncii în viziunea lui Gellner
Ernest Gellner discută în cartea sa "Condițiile libertății. Societatea civilă și dușmanii ei", mai precis în capitolul "Ferguson", supoziția lui Ferguson conform căreia monopolul forței coercitive poate fi deținut în mod irevocabil și ostentativ de un grup de persoane sau de o categorie socială. Elementul care ar genera o asemenea situație este diviziunea socială a muncii, specializarea excesivă, separarea funcțiilor militare de cele de producție (de exemplu), pun în mâna primelor monopolul forței în detrimentul celor din urmă.

## Poziția lui Ferguson
Opinia lui Ferguson este că  separarea meseriilor într-o societate poate priva un popor de propria lui siguranță. Ferguson precizează că diviziunea muncii are consecințe mult mai grave pe plan socio-politic decât pe plan economic; "problema nu este separarea breslei cizmarilor de breasla croitorilor ci atunci când oamenii de arme se separă de cei civili"1. Pericolul îngrijorării lui apare atunci când cei care se ocupă de apărare, cei care dețin mijloacele de a exercita violenta se separă de cei care se ocupă de producție sau comerț. Primii dintre ei devin astfel o castă închisă ce deține monopolul forței gata oricând s-o exercite în detrimentul celor orientați spre alte activități, (“outsider-lor” castei lor). Așadar, amenințarea vine din partea “specialiștilor” din domenii (de importanță vitală pentru întreaga societate) care pot lua decizii după bunul plac în numele “nespecialiștilor”.

## Poziția lui Gellner
Gellner în schimb, afirma că Ferguson intuia un pericol care nu s-a materializat sau cel putin nu in forma pe care o prevăzuse. Gellner expune 5 motive pentru care temerile lui Fergunson nu s-au adeverit, cel puțin în ceea ce privește țările din nord-vestul Europei.

### Creșterea perpetuă a mijloacelor de producție
Primul dintre ele este creșterea perpetuă și exponențială- revoluția industrială și științifică au asigurat Europei sec XVIII o sursă inepuizabilă de inovație și creștere aproape infinită a forțelor de producție. Un astfel de sistem social și-ar fi putut cumpăra salvarea de orice amenințare internă sau externă.

### Superioritatea societății civile a zilelor noastre
Un alt motiv este faptul că societatea civilă și-a demonstrat superioritatea economică și chiar militară față de organismele politice oficiale. Sistemul multistatal a făcut ca superioritatea economică sau militară a unei societăți să le oblige și pe celelalte să o urmeze.
Următoarele argumente cu care Gellner neagă pericolul diviziunii sociale a muncii în Europa de nord-vest, pot fi argumente generice(nu se aplică doar situațional) care resping teza lui Ferguson, printr-o comparație a societății tradiționale cu cea contemporană.

### Producția o cale mai sigură spre prosperitate
Un argument important este ideea că în societățile zilelor noastre spre deosebire de societățile antice producția devine o cale mai sigură spre prosperitate decât dominația. Dacă în trecut, cel care deținea puterea politică dobândește și bună-starea ca o consecință; în societățile industriale cea mai bună cale să câștigi bani este sa îi produci. Activitatea economică, schimburile de producție, comerțul au devenit mai profitabile decât activitatea politică, care produce într-o mai mică măsură bunuri de larg consum. În plus cei care dețin puterea nu o pot deține în mod absolut, sunt vulnerabili la schimbările politice, la diferite legi(care îngrădesc dorința lor de dominație); pe când cei care produc vor avea mereu proprietățile protejate de lege.

### Mobilitatea profesională
Un alt argument a lui Gellner este ca diviziunea muncii care apare în societatea zilelor noastre într-o altă formă decât anunța Ferguson. În cadrul social există ocupații distincte și separate dar mai presus de acest lucru există o educație generală ce pregătește individul pentru toate specializările(educație mai importantă decât pregătirea specifică). Tocmai de aceea se poate vorbi în societatea noastră de mobilitate profesională2. În consecință, separarea activităților nu trebuie neapărat să genereze o castă sau o clasă sociala distinctă, ci pregătește oamenii pentru o profesie și nimic mai mult. Este vorba deci de crearea profesiilor (care conform mobilității profesionale se pot substitui) și nu a organizațiilor închise.

### Autoguvernarea politică
Un alt fapt important care atesta faptul că diviziunea muncii nu poate avea efecte negative în societatea zilelor noastre este ideea autoguvernării politice. Pentru ca fiecare individ are conștiința propriei sale evaluări, judecați, alegeri; virtutea nu mai este doar datoria omului de stat, ci devine practicată în mod liber. Astăzi, indivizii și-au întemeiat o ordine socială în care vocațiile și profesiile au devenit opționale, astfel că  fiecare poate să intre în rândurile celor care conduc, după propria alegere.

## Poziția lui Durkheim
Aceeași idee că diviziunea socială a muncii nu este un pericol pentru societatea noastră, ba dimpotrivă este un element fundamental al solidarității sociale este susținut de Durkheim în cartea sa “Diviziunea socială a muncii”.
"Diviziunea muncii nu este doar un fenomen economic care aduce prosperitate, crede Durkheim, ci are un puternic caracter moral"3. Oamenii își diferențiază specialitățile cu scopul de a diminua competiția și de a coexista în armonie. Așa cum dreptul este cel mai vizibil simbol al solidarității sociale pentru că reprezintă organizarea vieții sociale în cea mai exacta și precisă formă pentru ca oamenii ca poată coabita în mod pașnic, la fel specializarea profesiilor este un element care ne salvează de la o viață veșnic competitivă, neplăcută și grea. Pentru Durkheim altruismul este însușirea fundamentală a oamenilor care generează solidaritatea răspândită în cadrul societăților moderne. Astfel solidaritatea socială este cea care impune un mediu pașnic, productiv și stabil. În sprijinul acestor scopuri vine și diviziunea socială a muncii, care separă meseriile și opțiunile profesionale așa încat fiecare să poată accede cu ușurință la statutul profesional pe care îl dorește.